# En bok, Nöbbelöv 4:10

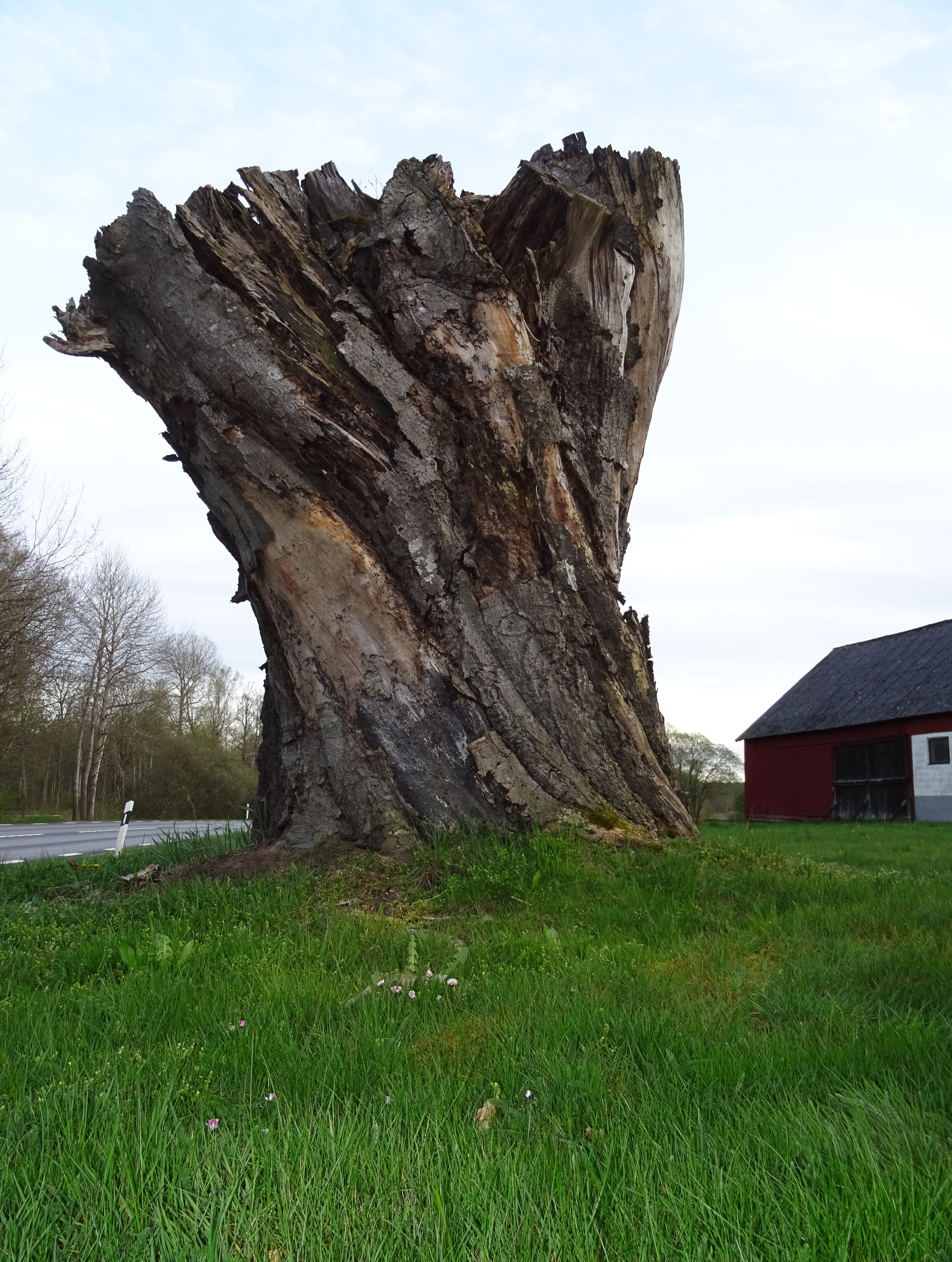
Ett fridlyst naturminne – resterna av en bok.

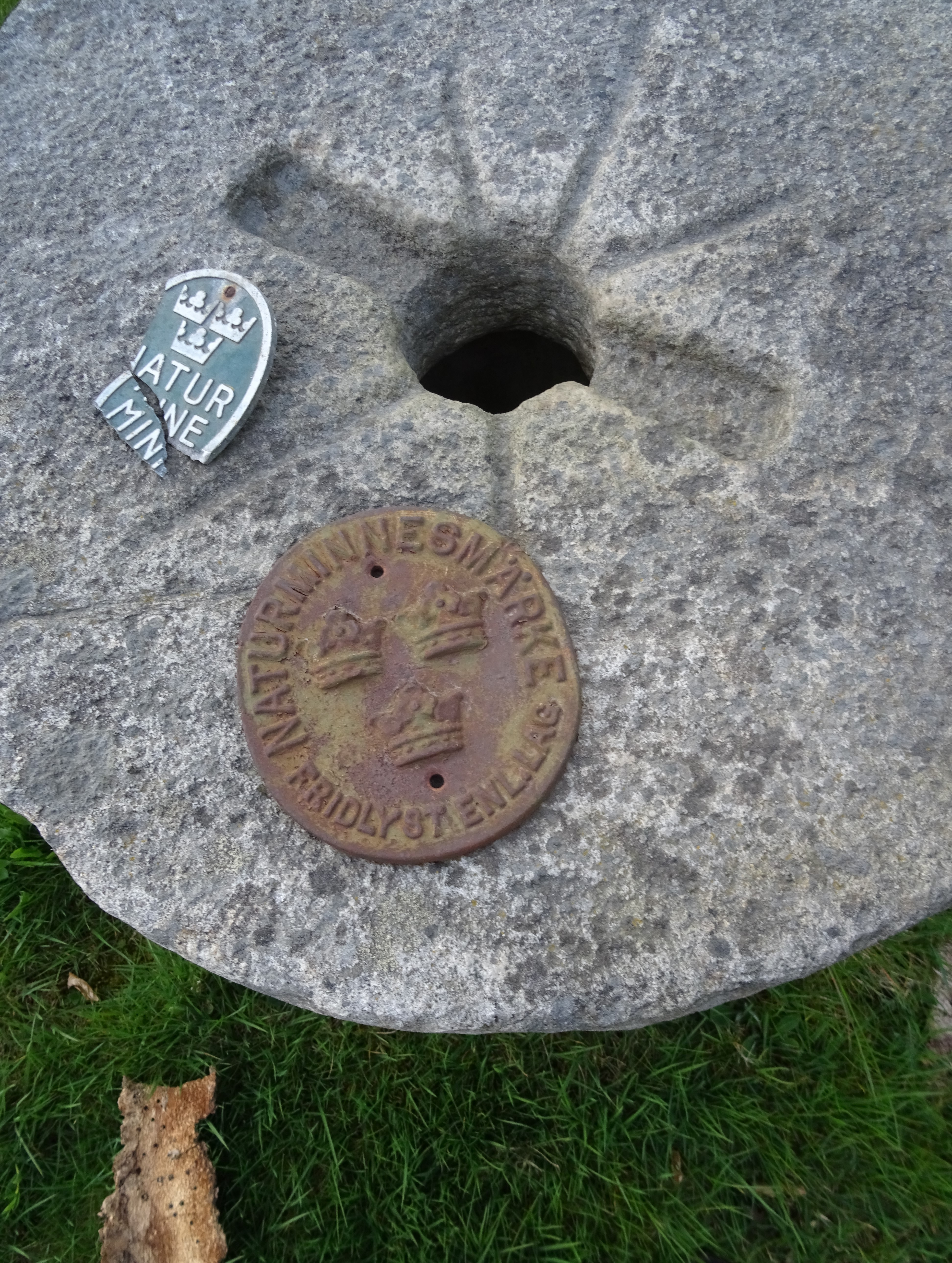
Skylt som visar att boken är fridlyst.

En bok, Nöbbelöv 4:10 är ett naturminne längs riksväg 19, i Östra Göinge kommun, söder om Broby. Den tidigare vidkroniga boken fridlystes den 29 september 1948.
Vid en inventering 2004 hade boken en omkrets på 4,6 meter i brösthöjd. Stora delar av trädet avverkades 2011 eftersom dess stora grenar hängde över vägen och utgjorde ett trafikproblem. Endast en högstubbe finns kvar. Den står fritt på en gräsmatta och har behållit sin fridlysning.